# Pod Prąd (zespół muzyczny)
Pod Prąd – polski zespół muzyczny wykonujący poezję śpiewaną oraz piosenkę turystyczną, założony jesienią 2015 roku w Brześciu Kujawskim z inicjatywy Mariusza Rosoła.

## Historia
Przez pierwsze dwa lata zespół szukał swojego miejsca na muzycznej mapie. Próby odbywały się ( tak jest do dzisiaj ) w piwnicy domu gitarzysty basowego, Leszka Krzosa. W 2017 roku zagrał swój pierwszy koncert w klubokawiarni Rejs we Włocławku, a w 2019 roku ukazała się pierwsza płyta zespołu: Sprawy damsko-męskie, która zawierała 10 autorskich piosenek, autorstwa Mariusza Czyżniejewskiego. Zespół brał udział w festiwalach muzyki rockowej, m.in. w Przeglądzie Amatorskich Zespołów Muzycznych w Kaliszu w 2017 r., Naturalnie Mazury Festiwal w Węgorzewie w 2018 r., Rockowym Graniu w Lubsku w 2019 r.. Trzykrotnie wystąpił podczas Motokropli w Chełmie, w 2017, 2018 i 2019 r.  
W 2021 roku zespół nagrał drugą płytę pt. Droga. Tytułowa piosenka zdobyła nagrodę publiczności w konkursie na piosenkę drogi zorganizowanym przez fundację Country & folk, która została wręczona podczas Pikniku Country w Mrągowie w 2022 roku. 
Od 2021 roku nastąpiła zmiana profilu muzycznego zespołu. Zrezygnowano z perkusji na rzecz cajónu, członkowie zespołu nawiązali współpracę z poetami: Wiesławą Kwinto-Koczan oraz Aleksandrem Sobalą.    
Zespół zajął I miejsce na XXVIII Spotkaniach z Piosenką Turystyczną i Żeglarską w Żaganiu w 2023 roku, II miejsce na Międzynarodowym Festiwalu Piosenki Turystycznej  Kropka w Głuchołazach w 2023 r. oraz zdobył Grand Prix na festiwalu SpłyWarka w Warce. W tym samym roku, jak również nagrodę specjalną im. Adama Drąga w Ujsołach na Festiwalu Danielka, II miejsce na Ogólnopolskim Festiwalu Piosenki Turystycznej "Przy Kominku" w Kielcach oraz otrzymał nagrodę specjalną audycji Mikroklimat z rąk twórcy audycji Jerzego Krużela, a w 2024 roku Grand Prix na Ogólnopolski Przegląd Piosenki im. Wojtka Belona w Busko-Zdroju.   
W czerwcu 2024 zespół wystąpił na Międzynarodowym Festiwalu Piosenki Turystycznej Interporta w Usti nad Łabą w Czechach.
W lipcu 2024 roku zespół nagrał swoją trzecią płytę pt. Graj muzyko, na której znalazło się 12 autorskich piosenek, m.in. do tekstów Wiesławy Kwinto-Koczan oraz Aleksandra Sobali.  

## Muzycy
| Obecny skład zespołu - Aleksandra Mazurkiewicz – śpiew - Aleksander Matuszewski – śpiew, gitara akustyczna, autor piosenek - Mariusz Czyżniejewski – śpiew, gitara elektryczna, autor piosenek - Dariusz Langa – śpiew, skrzypce - Leszek Krzos – gitara basowa - Krzysztof Krzos (gościnnie) – perkusjonalia |  | Byli członkowie zespołu - Mariusz Rosół – śpiew, instrumenty klawiszowe - Joanna Jaworska – śpiew, skrzypce - Mariusz Daroszewski – perkusja - Piotr Ziarkowski – perkusja - Grażyna Korpusińska – śpiew |